# پل بنگابندو
پل بنگابندو (بنگالی: যমুনা বহুমুখী সেতু) که عموماً پل چند منظوره جمنا نامیده می‌شود، پلی است که در ماه ژوئن ۱۹۹۸ در بنگلادش افتتاح گردید. این پل بوآپور در ساحل شرقی رودخانه جمنا را به سراج گنج در ساحل غربی وصل می‌کند. در زمان احداث آن در سال ۱۹۹۸، یازدهمین پل طویل جهان بود و در حال حاضر ششمین پل طویل در آسیای جنوبی است. این پل بر روی رودخانه جمنا ساخته شد که یکی از سه رودخانه اصلی بنگلادش و پنجمین رودخانه بزرگ جهان بلحاظ حجم آب است. این پل یک ارتباط استراتژیک بین بخش‌های غربی و شرقی بنگلادش را به وجود آورد. این پل منافع گوناگونی برای مردم ایجاد می‌کند و به‌طور خاص تجارت بین منطقه ای را در کشور گسترش می‌دهد. جدای از جابجایی سریع کالا و مسافر توسط جاده و خط آهن، این پل انتقال برق و گاز طبیعی و یکپارچه کردن ارتباطات راه دور را تسهیل نمود. این پل بر روی شاهراه آسیا و خط آهن بین آسیایی قرار دارد که هنگامی که تکمیل شود جاده و راه‌آهن بین‌المللی بدون انقطاع از جنوب شرقی آسیا تا آسیای مرکزی تا اروپای شمال غربی را تأمین می‌کند.

## مشخصات

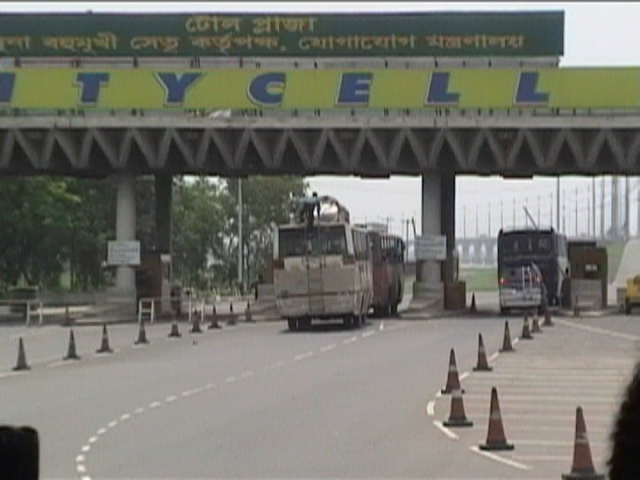
Toll Plaza (جنوب)، پل Jamuna، بنگلادش.

برای مقاومت در برابر تخریب پیش‌بینی شده و زمین لرزه‌های احتمالی، این پل بر روی ستون‌های فولادی با طول ۸۰–۸۵ متر و قطر ۳٫۱۵ متر متکی است که توسط چکش هیدرولیک قوی ۲۴۰ تنی جابجا شدند. ساختار پل از قطعات از پیش ساخته شده‌است که به‌شیوه سگدست متعادل برپا شدند. مشخصات پایه ای پل عبارتند از طول: ۵٫۶۳ کیلومتر (قسمت اصلی)، عرض: ۱۸٫۵ متر، تعداد چشمه‌ها: ۴۹، قطعات کف: ۱۲۶۳، تعداد شمع: ۱۲۱، تعداد پایه پل: ۵۰، تعداد باندهای جاده: ۴، راه‌آهن دوگانه

## زیر ساختار
پل بر روی شمع‌های فولادی لوله ای متکی است که به بستر رودخانه رانده شده‌اند. ماسه‌ها از داخل شمع‌ها به وسیلهٔ هوا خارج و با بتن جایگزین شد. از ۵۰ شمع، ۲۱ تای آن‌ها بر روی گروه‌های سه شمعی (هر کدام به قطر ۲٫۵ متر) و ۲۹ شمع بر روی گروه‌های دو شمعی (هرکدام بقطر ۳٫۱۵ متر) متکی است. برپا کردن ۱۲۱ شمع در ۱۵ اکتبر ۱۹۹۵ شروع و در ماه ژوئیه ۱۹۹۶ تکمیل گردید.

## روساخت
عرشه اصلی پل یک ساختار چند قطعه ای بتنی پیش ساخته‌است که به وسیلهٔ روش سگدست متعادل ساخته شده‌است. هر سگدست از ۱۲ قطعه که هر کدام ۴ متر طول دارد تشکیل شده‌است. عرشه دارای یک قسمت جعبه ای منفرد است. عمق این جعبه از ۶٫۵ متر در پایه‌ها تا ۳٫۲۵ متر در ناحیه وسط متغیر است.

## مسائل قضایی
ظرف یک دهه از افتتاح پل، ترکهایی بر روی پل مشاهده شد که مسئولین را بر آن داشت که تعداد مجاز خودروها جهت عبور در یک زمان مشخص را محدود کنند. در اوایل سال ۲۰۰۸، دولت قصد خود برای شکایت و ادعای خسارت از شرکت کره جنوبی هوندای بخاطر طرح ناقص پل را اعلام کرد.